# Adam Wojno
Adam Wojno, właśc. Antoni Adam Wojno (ur. 6 grudnia 1943 w Assińsku (Kazachstan), zm. 18 października 2016) – polski judoka i trener judo.

## Życiorys
Był trenerem AZS Wrocław (od 1972) i AZS-AWF Wrocław (1977-1986).
Jego zawodnikami byli m.in. Ksawery Borowik, Zbigniew Bielawski, Bogusław Hanc i Wiesław Błach.
W latach 1974–1982 był trenerem akademickiej reprezentacji Polski w judo, w latach 1973-1976 i 1985-1988 członkiem zarządu Polskiego Związku Judo, w latach 1981-1985 członkiem Komisji Rewizyjnej PZJudo, w latach 1987-1993 trenerem koordynatorem Okręgowego Związku Judo we Wrocławiu.
Został wybrany trenerem roku 1974 na Dolnym Śląsku w Plebiscycie Słowa Polskiego.
Posiadał 4 Dan w judo
Jego żoną była olimpijka w siatkówce Halina Aszkiełowicz, córka Anna Wojno była I-ligową siatkarką, córka Iwona Wojno I-ligową koszykarką.